# Nunzia Monanni

Nunzia Monanni con Giorgio Scerbanenco

Nunzia Monanni, per l'anagrafe Nunzia Monnanni (Milano, 1934 – 2009), è stata una giornalista e scrittrice italiana, ultima compagna del giornalista e scrittore Giorgio Scerbanenco, da cui ebbe due figlie.

## Biografia
Figlia dell'editore antifascista Giuseppe Monnanni prese dal padre, che si firmava "Monanni", il "cognome d’arte". Nel dopoguerra Giuseppe Monnanni fu assunto come direttore editoriale alla Rizzoli, ritenendo il patron Andrea Rizzoli di non aver ancora acquisito l'esperienza necessaria per essere un editore a tutti gli effetti. In particolare, Rizzoli incaricò Monnanni di supportare l'attività del genero Giangerolamo Carraro. Questi svolse in seguito lo stesso ruolo nei confronti di Nunzia, figlia unica di Giuseppe Monnanni.
Nunzia Monanni entrò quindi giovanissima nella redazione del periodico Rizzoli Bella, fondato e diretto da Giorgio Scerbanenco, di 23 anni più anziano, separato e padre di un figlio. La relazione tra i due ebbe stabilmente inizio nel 1958 e si protrasse sino alla morte dello scrittore, avvenuta nel 1969. Nel 1963 nacque Germana e l'anno dopo Cecilia.
Nella sua attività di giornalista dei periodici Rizzoli, Monanni ha curato rubriche femminili di cucina, arredamento, ricamo, dietetica, erboristeria, psicologia e medicina alternativa. Ha anche condotto programmi radiotelevisivi su argomenti di attualità femminile. 
Nunzia Monanni ha scritto un numero cospicuo di libri aventi soprattutto ad oggetto le discipline da lei trattate sui periodici Rizzoli. La sua prima pubblicazione, in veste di curatrice, è stata Ago d'oro (1966), un'edizione fuori commercio offerta in omaggio agli abbonati. Nel 1976 seguirono i primi volumi da lei interamente firmati e concernenti il lavoro a maglia, in particolare all'uncinetto: L'abc della maglia e L'abc dell'uncinetto. Trattò il lavoro di cucito all'uncinetto anche per la Euroclub redigendo: 100 punti dell'uncinetto. Esecuzione dei lavori di Maria Bonotti. Parimenti, tra il 1976 e il 1980, scrisse altri libri della stessa materia per la Biblioteca Universale Rizzoli, in collaborazione con Laura Dubini. 
A partire dagli anni ottanta del novecento si dedicò alla redazione di libri di cucina. Per la Giunti-Martello di Firenze ha scritto: La conservazione casalinga sotto vuoto in collaborazione con Lucia Candiago (1979). Ancora i lavori di maglia e uncinetto furono gli argomenti di tre supplementi settimanali del 1984 raccolti nella serie I libri di Bella. Nel 1986 curò la serie Rizzoli La Buona Tavola: antipasti, pasta e riso, carni, pesci, verdure e dolci, tutti relativi alla cucina italiana. Un decennio più tardi si perfezionò, scrivendo quattro libri di Menù sfiziosi, pubblicati per la Biblioteca universale Rizzoli. 
Alla fine del secolo, Nunzia Monanni si dedicò alla naturoterapia e scrisse tre libri per la casa editrice Xenia di Milano, di cui due in collaborazione con Matilde Lucchini. Le sue ultime pubblicazioni hanno avuto un collegamento con la figura di Scerbanenco. Nel 2007 scrisse il racconto La bionda della valanga, inserito nella raccolta Il ritorno del Duca, dedicato al più famoso personaggio del suo scomparso compagno. Scrisse infine l'introduzione alla pubblicazione postuma di Giorgio Scerbanenco I cento delitti (2009).
È morta a settantacinque anni nel 2009, quarant’anni esatti dopo il padre delle sue figlie.

## Opere
- Ago d'oro, Edizione fuori commercio offerta in omaggio agli abbonati, Rizzoli, Milano, 1966.
- L'abc della maglia, Sperling & Kupfer, Milano, 1976
- L'abc dell'uncinetto, Sperling & Kupfer, Milano, 1976.
- 100 punti dell'uncinetto. Esecuzione dei lavori di Maria Bonotti, Euroclub, Milano, 1977.
- Il corredino: con ferri, uncinetto e ricamo, tante idee per la mamma in attesa. Completini, culla, cameretta, giocattoli (con: Laura Dubini), Guide pratiche della BUR Rizzoli, Milano, 1976:
- La casa all'uncinetto. Dalla tovaglia al copriletto e alla tenda. Tanti lavori per soggiorno, angolo pranzo, camera da letto, stanza dei bambini, bagno, cucina (con: Laura Dubini), Guide pratiche della BUR Rizzoli, Milano, 1978
- Il grande libro dei punti. Ferri, uncinetto (con: Roberto Cagliari e Laura Dubini), Guide pratiche della BUR Rizzoli, Milano, 1980
- La conservazione casalinga sotto vuoto (con: Lucia Candiago), Giunti Martello, Firenze. 1979

### Collezione "I Libri di Bella" (a cura di)
- Lezioni di maglia. Supplemento al n. 11 di Bella del 13-3-1984
- Lezione di uncinetto. Supplemento al n. 15 di Bella del 15 aprile 1984
- 100 punti maglia. Supplemento al n. 46 di Bella del 6 novembre 1984

### Collezione "La Buona Tavola" (a cura di)
- Antipasti all'italiana, Rizzoli, Milano, 1986
- Pasta e riso all'italiana, Rizzoli, Milano, 1987
- Carni all'italiana, Rizzoli, Milano, 1986
- Pesci all'italiana, Rizzoli, Milano, 1986
- Verdure all'italiana, Rizzoli, Milano, 1986
- Dolci all'italiana, Rizzoli, Milano, 1986

### Collezione: "Menu sfiziosi"
- Le ricette delle grandi scuole di cucina. Con i menu per tutte le occasioni, Milano: Biblioteca universale Rizzoli, Milano, 1995
- La mappa della buona tavola. I tesori della cucina esotica. I segreti della cucina leggera, Biblioteca universale Rizzoli, Milano, 1996
- Cene, cenette e cenoni. Menu delle feste e delle occasioni speciali, Biblioteca universale Rizzoli, Milano, 1996
- Quattro stagioni con la grande cucina italiana. I menu' regionali e stagionali, Biblioteca universale Rizzoli, Milano, 1996

### Opere di naturopatia
- Le ore del benessere. La cronobiologia, Xenia, Milano, 1998
- Il grande libro dei test (con Matilde Lucchini), Xenia, Milano, 1998
- Il libro delle vitamine e dei sali minerali (con Matilde Lucchini), Xenia, Milano, 2000

- La bionda della valanga, inː Il ritorno del Duca, a cura di Gian Franco Orsi, Garzanti, Milano, 2007
- Introduzione a: I cento delitti, di Giorgio Scerbanenco, Garzanti, Milano, 2009